# Onychipodia flavithorax
Onychipodia flavithorax är en fjärilsart som beskrevs av Rothschild 1912. Onychipodia flavithorax ingår i släktet Onychipodia och familjen björnspinnare. Inga underarter finns listade i Catalogue of Life.